# Домниста
Домниста (на гръцки: Δομνίστα) е планинско селце, разположено на 1005 метра средна надморска височина, в Евритания, Централна Гърция, дем Карпениси. Намира се на границата на Етолоакарнания и на 41 km от Карпениси. Населението му е 287 души (по данни от 2011 г.).
Има две самостоятелни махали – Скотия (6 души) и Марино (41 души).
През 1821 г., по време на т.нар. Гръцка война за независимост, в селото намира убежище на път за близкия манастир Петра – Георгиос Караискакис.
Домниста е най-известно в новата история на Гърция като мястото в което се учредява на 7 юни 1942 г. – ЕЛАС.